# Creu de terme d'Ossó de Sió
La Creu de terme d'Ossó de Sió és una creu de terme barroca d'Ossó de Sió (Urgell) inclosa a l'Inventari del Patrimoni Arquitectònic de Catalunya.

## Descripció
La creu d'Ossó de Sió és una creu datada l'any 1713, data que resta encara avui gravada a la cara frontal del sòcol. Aquest, en forma de dau estriat, està sostingut per l'ajuda de quatre graons piramidals, els quals es conserven en bon estat. Tant l'arbre com el nus són octogonals. Aquest últim està esculpit amb vuit sants els quals es protegeixen sota arcs de mig punt. Com a coronament es pot observar la creu amb els quatre braços rectilinis, absents de decoració, només trencats amb simples motllures sobresortints en els vèrtexs i en els extrems dels braços: és una reposició moderna.